# The New Saints FC
The New Saints (Noví svatí) je britský fotbalový klub, vzniklý v roce 2003 sloučením velšského TNS Llansantfraed a anglického Oswestry Town. Klub je účastníkem nejvyšší velšské soutěže (Welsh Premier League). Zápasy hraje na stadiónu v Oswestry, klubové barvy jsou zelená a bílá.

## TNS Llansantfraed
Klub FC Llansantfraed byl založen v roce 1959 a byl typickým vesnickým klubem. Ale v devadesátých letech ho začala sponzorovat počítačová firma Total Network Solutions, místní tým se stal prvním plně profesionálním účastníkem velšské ligy a začal hrát evropské poháry. Zároveň byl jediným fotbalovým klubem na britských ostrovech, který byl pojmenován podle sponzora.

## Oswestry Town
Klub Oswestry Town vznikl už v roce 1860. Ačkoli sídlí na území Anglie, přihlásil se kvůli lepší dopravní dostupnosti do velšských soutěží. V letech 1894, 1901 a 1907 vyhrál Velšský pohár. V roce 2003 se kvůli finančním potížím spojil s klubem ze 13 km vzdáleného Llansantfraedu.

## The New Saints
V roce 2006 ukončila firma TNS podporu klubu. Proto se přejmenoval na The New Saints – zachoval si tak dosavadní zkratku a zároveň je to narážka na původní přezdívku hráčů Llansantfraedu The Saints. Protože sídlí na dvou místech, název města se v rozporu s britskou tradicí neuvádí. Ve znaku klubu je velšský drak i anglický lev.

## Úspěchy
- 17× vítěz Welsh Premier League: 2000, 2005, 2006, 2007, 2010, 2012, 2013, 2014, 2015, 2016, 2017, 2018, 2019, 2022, 2023, 2024, 2025.[1]
- 9× vítěz Velšského poháru: 1995/96, 2004/05, 2011/12, 2013/14, 2014/15, 2015/16, 2018/19, 2021/22, 2022/23  [2]
- 10× vítěz Velšského ligového poháru: 1994/95, 2005/06, 2008/09, 2009/10, 2010/11, 2014/15, 2015/16, 2016/17, 2017/18, 2023/24  [3]